# محطة قطار غرانثام
محطة قطار غرانثام (بالإنجليزية: Grantham railway station)‏‏ هي محطة قطار في المملكة المتحدة، تُشغلها قطارات إيست ميدلاند. افتُتحت هذه المحطة في 1852، ويبلغ عدد مسارات أرصفتها 4.